# Prvenstvo Avstralije 1950
Prvenstvo Avstralije 1950 v tenisu.

## Moški posamično
Frank Sedgman :  Ken McGregor, 6–3, 6–4, 4–6, 6–1

## Ženske posamično
Louise Brough Clapp :  Doris Hart, 6–4, 3–6, 6–4

## Moške dvojice
John Bromwich /  Adrian Quist :  Eric Sturgess /  Jaroslav Drobný, 6–3, 5–7, 4–6, 6–3, 8–6

## Ženske dvojice
Louise Brough /  Doris Hart :  Nancye Wynne Bolton /  Thelma Coyne Long, 6–2, 2–6, 6–3

## Mešane dvojice
Doris Hart /  Frank Sedgman :  Joyce Fitch /  Eric Sturgess, 8–6, 6–4